# Canal Nou Internacional
Nou Internacional (precedentemente nota con il nome di TVVi) è stato un canale televisivo spagnolo, che trasmetteva via Internet , emanazione del gruppo televisivo Radiotelevisió Valenciana, presente nella Comunità Valenciana.
Il canale, dedicato alla promozione della comunità valenzana nel mondo, trasmetteva programmi di tutti i tipi, spaziando dai programmi informativi a quelli per i ragazzi, fino alle commedie locali; viene trasmesso anche sport locale.
Le trasmissioni sono state interamente in lingua valenciana.

## Storia
Il canale nacque il 9 ottobre 1989 come Canal Comunitat Valenciana. Successivamente, il 5 maggio 2005, viene rinominato in TVVi (acronimo di Televisió Valenciana Internacional). I contenuti erano trasmessi quasi esclusivamente in valenciano. Dal 16 luglio 2010, TVVi cessa le sue trasmissioni su tutte le piattaforme televisive, passando a trasmettere esclusivamente sul sito web; ciò ha comportato il cambio di nome in Canal Nou Internacional nel settembre 2010. Le trasmissioni sul web cessano alla mezzanotte del 28 febbraio 2011.